# Turriff
Turriff är en ort i Storbritannien.   Den ligger i kommunen Aberdeenshire och riksdelen Skottland, i den norra delen av landet, 700 km norr om huvudstaden London. Turriff ligger 55 meter över havet och antalet invånare är 4 711.
Terrängen runt Turriff är huvudsakligen platt. Turriff ligger nere i en dal. Runt Turriff är det glesbefolkat, med 19 invånare per kvadratkilometer. Turriff är det största samhället i trakten. Trakten runt Turriff består till största delen av jordbruksmark.